# 三人の妻への手紙
『三人の妻への手紙』（さんにんのつまへのてがみ、A Letter to Three Wives）は、1949年のアメリカ映画。

## 作品概要
コスモポリタン誌に掲載されたジョン・クレンプナー原作の『五人の妻への手紙』を映画化したもの。

## ストーリー
舞台はニューヨーク近郊のベッドタウン。5月の第2土曜日のこと。ボランティアとして、小学校の児童達の遊覧船に乗る遠足に付き添う3人の妻達、デボラ・ビショップ、リタ・フィップス及びローラ・メイ・ホリングスウェイが正に乗船しようとする時、郵便配達夫が3人のところに手紙を渡しに来る。手紙は街の社交界の華である美女アディ・ロスから3人に宛てたものである。内容は「拝啓、親愛なる3人の皆様へ ＜中略＞ あなた方のご主人の内の1人と駆け落ちします」というもの。3人はその内容に動揺し、船着場にある公衆電話で夫達に連絡して真相を確かめたいと思うが、遊覧船は船着場を離れてしまう。
3人の妻達はそれぞれ最近の夫婦関係を思い起こし、アディと駆け落ちするのは自分の夫ではないか、と思い当たる出来事があり、それらを回想し始める。
最初の回想シーンは、農場で育ったデボラに関するものだ。彼女が初めて外の世界を体験したのは、第二次世界大戦中に海軍婦人義勇部隊に参加した時で、そこで将来の夫となる上流階級の出のブラッドと出会った。2人が除隊して民間人としての生活に戻ると、デボラはブラッドと一緒に参加する社交界に居心地の悪さを感じる。デボラの不安に拍車をかけたのは、嘗てブラッドがアディと結婚すると街の皆が予想していたことで、しかも、彼女ら3人の夫全員が過去にアディのことを好きだったようなのである。
デボラは、ブラッドの友人でラジオのメロドラマの脚本を書いているリタに慰められる。彼女の夫ジョージは英語の教師である。リタはジョージがもっと野心的だったら良いのにと思う一方、ジョージはリタが上司のマンリー夫人に取り入ろうとしているのが面白くない。リタはマンリー夫人を喜ばせることに気を取られる余り、ジョージの誕生日を忘れており、ジョージの誕生日にマンリー夫妻を夕食に招待してしまっている。ジョージはリタの失敗を許し、そして、誕生日プレゼントとしてアディから珍しいブラームスのレコードが届いたことから、ジョージは大喜びする。
ローラ・メイは貧困の中で育った。母・妹と暮らす線路際の家は列車が通過するとひどく揺れ、冷蔵庫の扉が開いてしまうほどである。彼女は、州内にデパートチェーンを展開しているオーナーで、かなり年上で離婚歴のあるポーターと交際している。彼女はそのデパートの従業員でもある。ローラ・メイがポーターの邸宅のピアノの上にアディの写真を見た時、彼女の不安は頂点に達する。彼女は、自分の写真が、自分の家の自分のピアノの上にあって欲しいと言う。しかし、ポーターが自分は結婚には興味がないと言ったことから、彼女はポーターとの関係を断つ。しかし、ポーターは彼女にプロポーズし、アディの家で開かれるパーティーを欠席する。
回想は終わり、夕方になり3人の女性は遠足から戻ってくる。リタは、その日、学校劇のリハーサルを監督したジョージが家に帰っているのを知り大喜びする。2人は仲直りし、リタはもうマンリー夫人に振り回されないと約束する。
ポーターはなかなか帰宅せず、ローラ・メイは彼がアディと駆け落ちしたのではないかと考える。ポーターが漸く帰宅し、妻の疑念について聞かされると、離婚への十分な理由と彼の財産の多くを手に入れられると考えて喜んでいるんだろうと妻を責める。
家政婦がデボラに、ブラッドはその晩は家に帰らないという知らせを伝える。彼女は、喪失感に打ちひしがれたまま他の2組の夫婦と一緒にカントリークラブのダンスパーティーに行く。
パーティーでポーターがローラ・メイが他の男性と踊っていることに文句を言うと、デボラはポーターに、ローラ・メイが本当に彼をどれほど愛しているか分かっていないと言う。それでもポーターはローラ・メイが彼を金づるとしてしか見ていないとの考えを変えない。ストレスに耐えられなくなったデボラは、ブラッドがアディと駆け落ちしたのだと言って立ち去ろうとする。ポーターは彼女を引き止め、アディと駆け落ちしようとしたのは自分であり、しかし気が変わったのだと告白する。デボラが事務所で遅くまで働いている夫のところに行こうと去ると、ポーターはローラ・メイに、証人たちの前で自分が彼女を捨てるつもりだったと認めたことは、離婚と財産分与の十分な理由となると告げる。しかし、ローラ・メイは彼の言葉は一言も聞いていないと言ってそれを受け流し、ポーターは驚愕する。とうとう彼女の愛を確信するに至ったポーターは大喜びし、彼女をダンスに誘う。
そして、結局は姿を全く現さなかったアディ・ロスの声が、悲しげに全員に対しておやすみなさいを告げる。

## 主な出演者
- デボラ・ビショップ: ジーン・クレイン（池田昌子）
- ローラ・メイ・ホリングスウェイ: リンダ・ダーネル（翠準子）
- リタ・フィップス: アン・サザーン（寺島信子）
- ジョージ・フィップス（リタの夫）: カーク・ダグラス（宮部昭夫）
- ポーター・ホリングスウェイ（ローラの夫）: ポール・ダグラス（島宇志夫）
- ブラッド・ビショップ（デボラの夫）: ジェフリー・リン（家弓家正）
- セイディ・デュガン（フィップス家の家政婦）: セルマ・リッター
- アディ・ロス（噂の美女）: セレステ・ホルム　※声のみ出演

※括弧内は日本語吹替（初回放送1972年2月13日『日曜洋画劇場』）

## エピソード
- 原作は『五人の妻への手紙』であるが、映画では三人の妻だけの話に変更された。
- 1985年に同名のテレビ映画としてリメイクされた。
- 『ザ・シンプソンズ』シーズン21の第21話「駆け落ちするのは誰？:Moe Letter Blues」は、男女を交換した本作のパロディ・エピソードとして作られている。

## 受賞
- 第22回（1949年）アカデミー賞
  - アカデミー監督賞 - ジョセフ・L・マンキーウィッツ(Joseph L. Mankiewicz)　※受賞
  - アカデミー脚色賞 - ジョセフ・L・マンキーウィッツ(Joseph L. Mankiewicz)　※受賞
  - アカデミー作品賞 - ソル・C・シーゲル(Sol C. Siegel)　※ノミネート